# مرز چپ قلب
مرز مرز چپ قلب یا حاشیه چپ قلب یا حاشیه مبهم مرز سمت چپ قلب است کخ کوتاه‌تر از مرز راست قلب است. این پایانه قلب کامل و گرد است و عمدتاً توسط بطن چپ و تا حدودی در بالا توسط دهلیز چپ تشکیل مس‌شود.
مرز چپ قلب از نقطه‌ای در دومین فضای میان دنده‌ای سمت چپ تا حدود ۵٫۲ میلی‌متر از حاشیه جناغ به سمت پایین و چپ با تحدب و برآمدگی امتداد می‌یابد. این مرز تا راس قلب ادامه دارد.